# Ipotonia
L'ipotonia è definita come una ridotta tonicità muscolare che si traduce in una condizione di flaccidità di arti e corpo. Si tratta di una diminuzione anomala della resistenza riscontrata durante il movimento passivo, che deve essere differenziata dalla debolezza la quale è riferita ad una diminuzione della massima potenza che un muscolo può generare. L'ipotonia può o non essere associata a debolezza muscolare. Sebbene facilmente riconoscibile, può essere di difficile interpretazione per un medico la determinazione della causa sottostante, un'anamnesi dettagliata unita ad un esame fisico accurato possono aiutare a formulare una diagnosi corretta.

## Epidemiologia e storia
L'incidenza esatta dell'ipotonia è difficile da determinare poiché non è una malattia in sé, ma una caratteristica di presentazione di varie malattie. La maggior parte dei casi di ipotonia sono congeniti. Tra le ipotonie congenite, la patologia centrale è la più comune. Questa include tipicamente l'encefalopatia ipossico-ischemica o le anomalie genetiche. L'ipotonia centrale è riscontrata in fino al 60-80% dei casi. La sindrome di Down è la causa genetica più comune di ipotonia centrale, seguita dalla sindrome di Prader Willi. Le malattie metaboliche, tra cui le malattie perossisomiali e di accumulo, sono cause rare di ipotonia centrale.
Le cause periferiche e sconosciute rappresentano la restante percentuale. Le cause periferiche più comunemente osservate includono atrofia muscolare spinale, distrofia muscolare congenita e miopatie congenite. L'atrofia muscolare spinale ha un'incidenza di 1 su 6 000-10 000 nati vivi. Le ipotonie acquisite possono essere dovute a tossine o infezioni, tra cui il botulismo infantile. Anche se l'incidenza mondiale è rara, la maggior parte dei casi viene diagnosticata negli Stati Uniti, il che può essere attribuito alla consapevolezza dei medici. Negli Stati Uniti, California, Pennsylvania e Utah presentano un'alta incidenza di botulismo infantile, con circa il 50% dei casi in California.

## Eziologia
L'ipotonia è solitamente una condizione presente alla nascita ed è spesso diagnosticata nella prima infanzia. Ci sono numerose ragioni che causano l'ipotonia in un neonato, come ad esempio anomalie muscolari, nella giunzione neuromuscolare o del sistema nervoso centrale e periferico. Può anche essere una caratteristica di presentazione di determinate malattie genetiche, malattie metaboliche, problemi endocrini e malattie acute o croniche. In circa il 50% dei casi di ipotonia, l'eziologia può essere determinata con una dettagliata anamnesi e un esame fisico. Le cause centrali includono encefalopatia ipossica, anomalie o lesioni cerebrali, sindromi genetiche o cromosomiche, infezioni congenite o acquisite e disturbi del metabolismo. Le cause periferiche includono atrofia muscolare spinale, miastenia grave, esposizione a farmaci o tossine, neuropatie ereditarie, distrofie muscolari, miopatie congenite o metaboliche e distrofie miotoniche congenite.